# Elhamma australasiae
Elhamma australasiae là một loài bướm đêm thuộc họ Hepialidae. Nó được tìm thấy dọc theo miền đông seaboard of Úc và New Guinea.

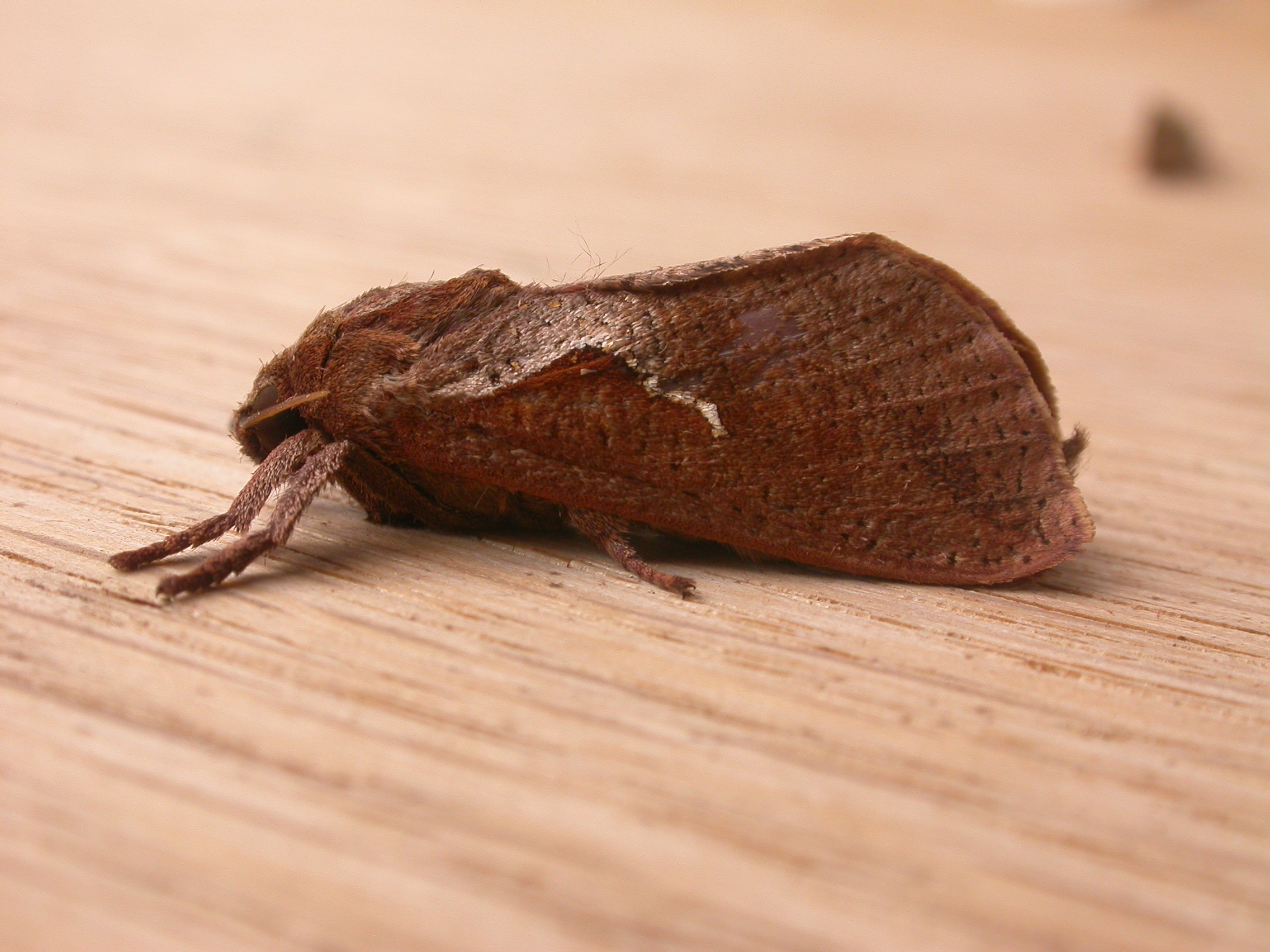

Sải cánh dài khoảng 40 mm đối với con đực và 40–60 mm đối với con cái.
Ấu trùng ăn Poaceae species.

## Hình ảnh

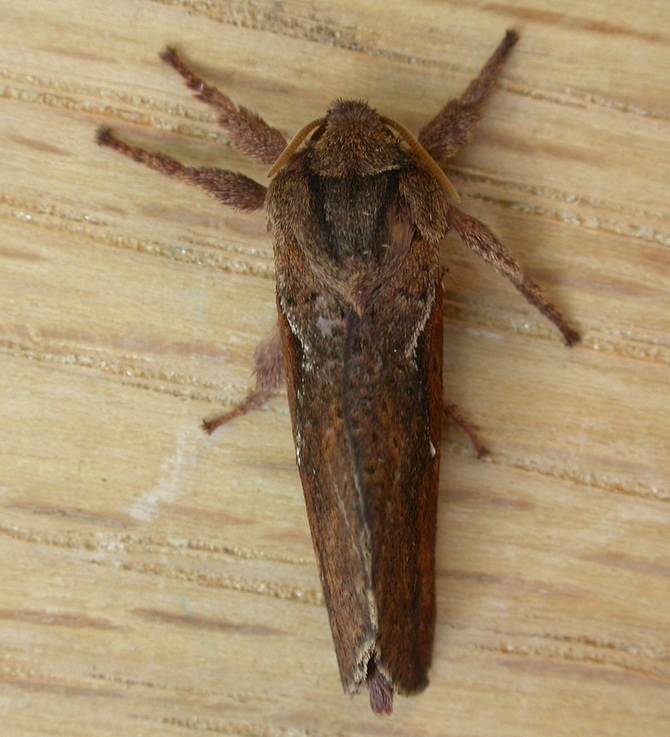
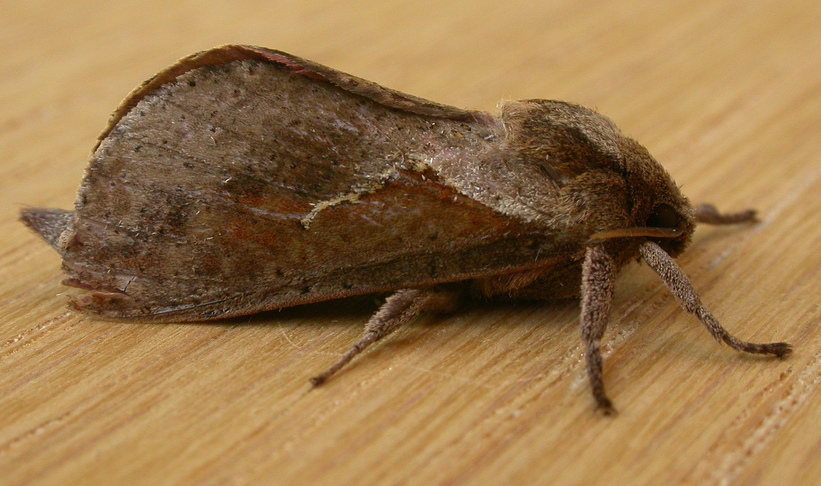
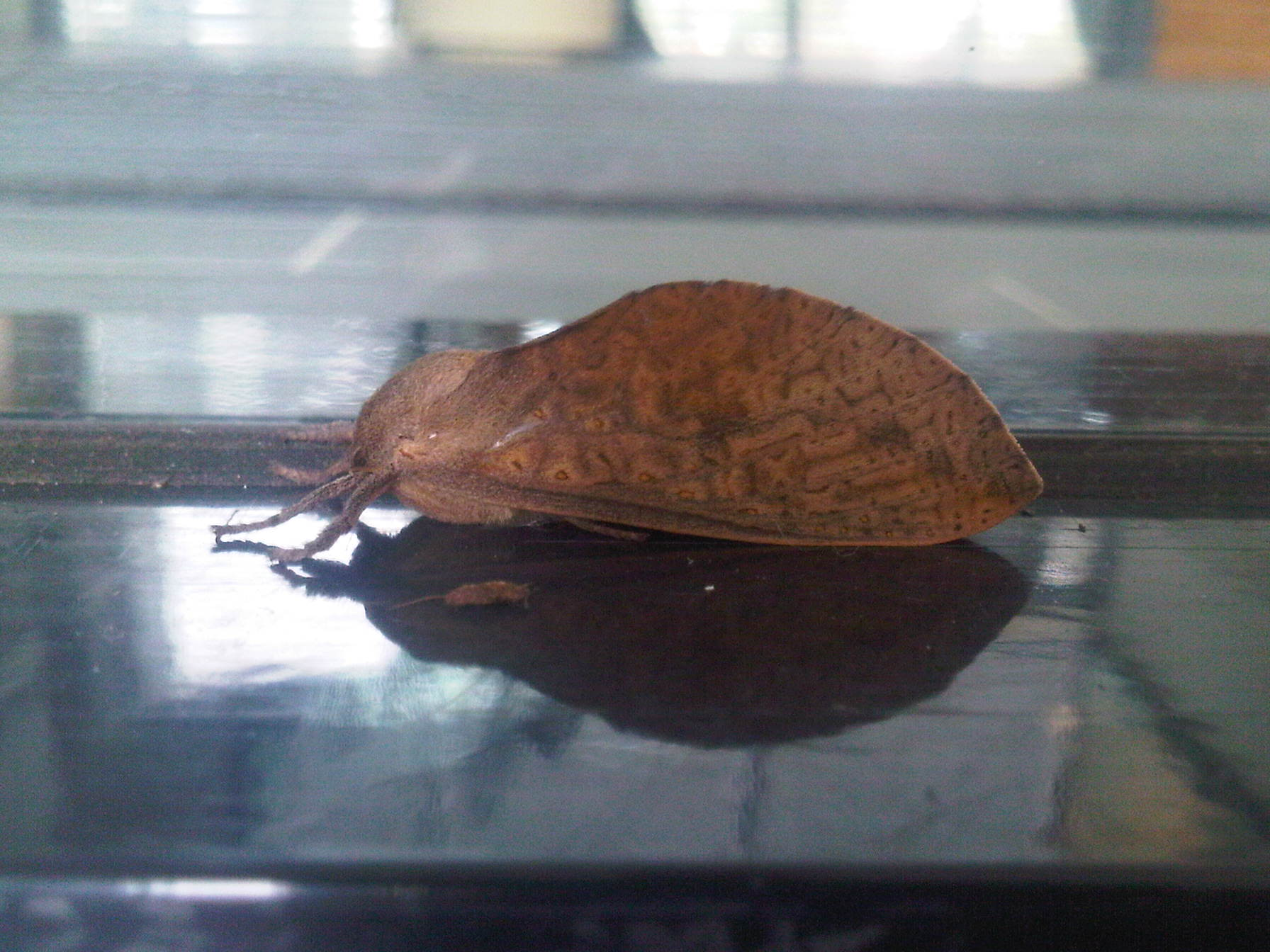
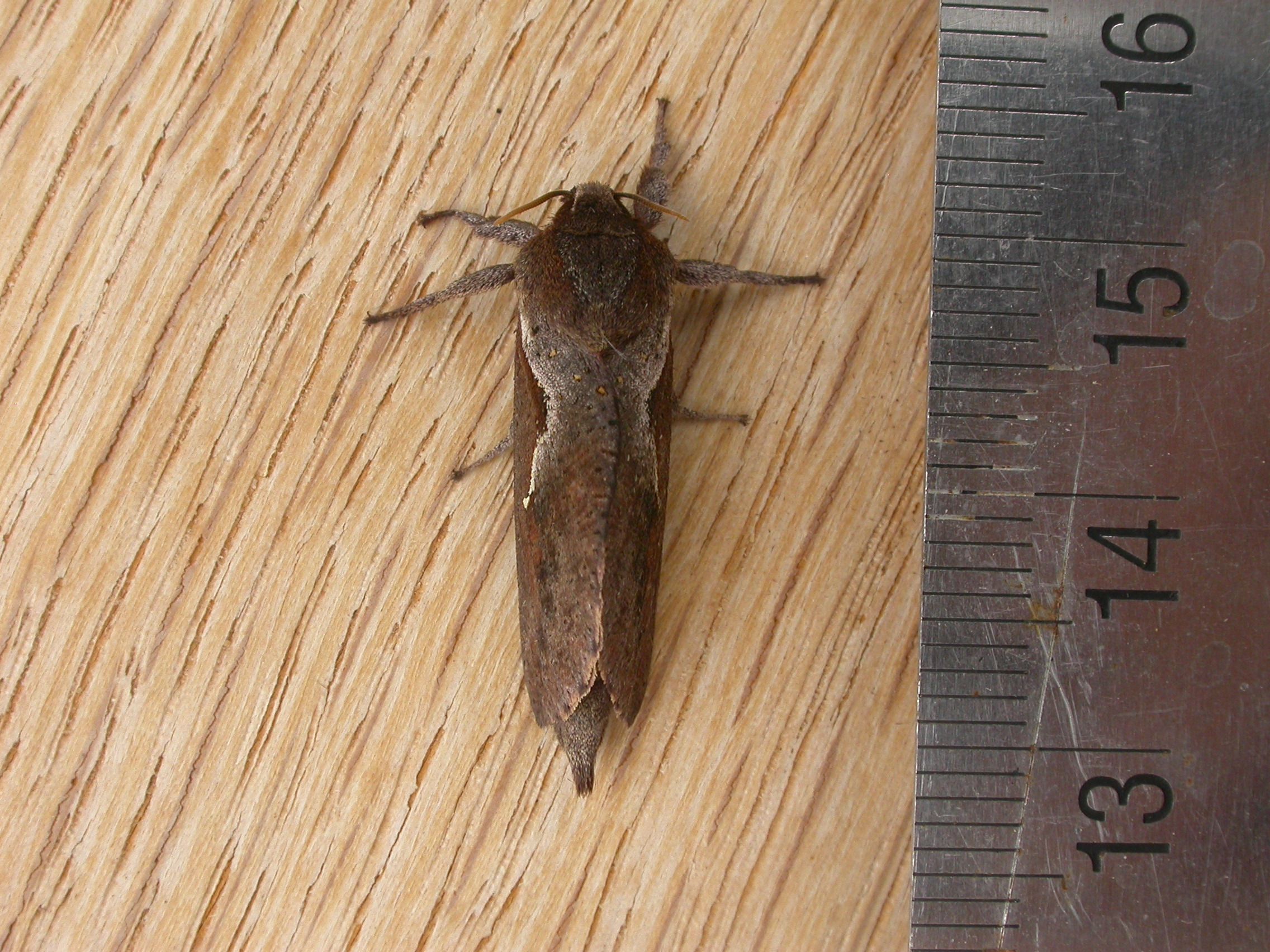